# Lama andyjska

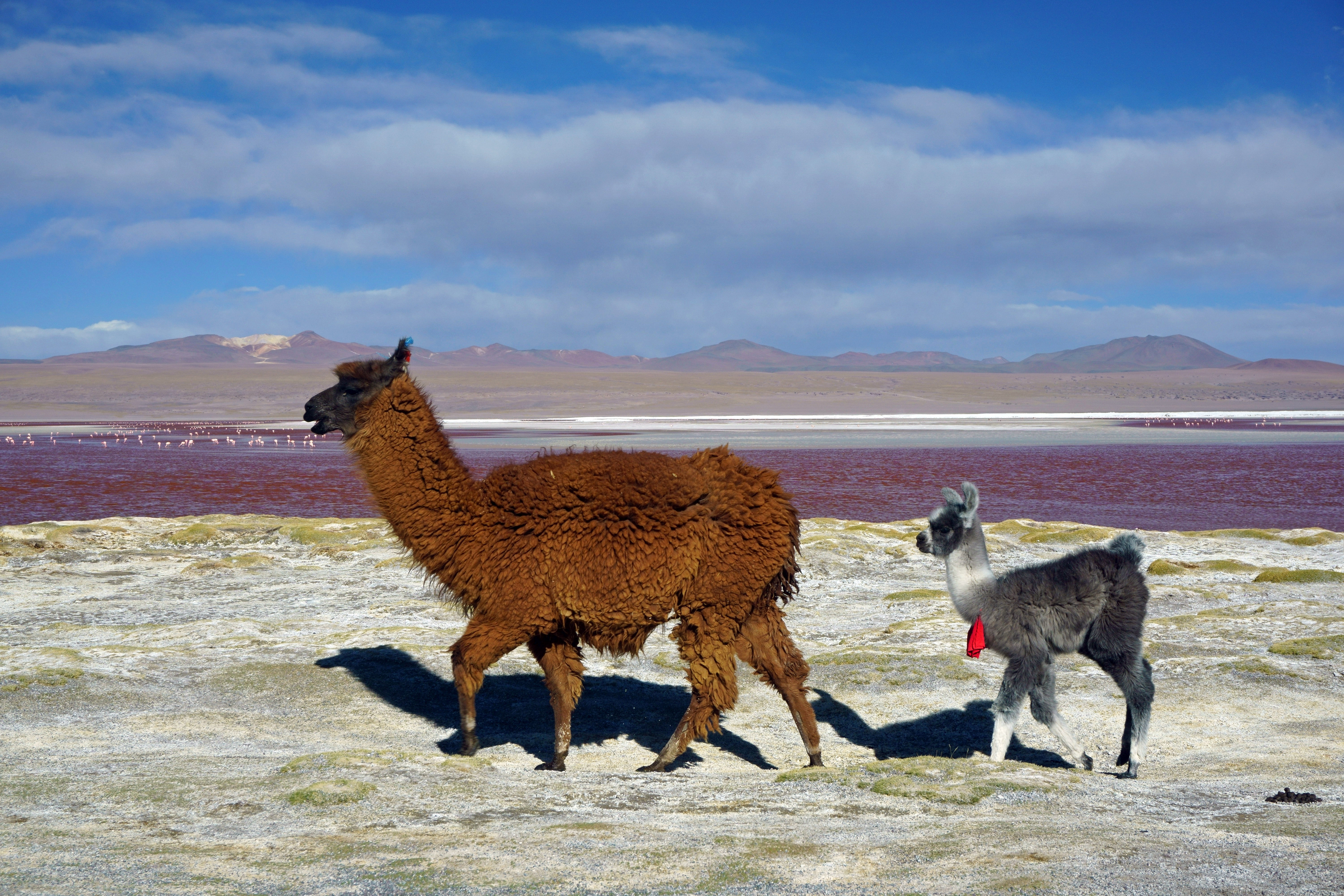
Lama z potomstwem

Lama andyjska, dawniej: lama (Lama glama) – udomowiony gatunek ssaka parzystokopytnego z rodziny wielbłądowatych (Camelidae). Występuje w Ameryce Południowej. Lamy wykorzystywane są głównie jako zwierzęta juczne oraz do produkcji wełny i mięsa. Dorosłe lamy osiągają do 250 kg wagi i 119 cm wysokości w kłębie. Lamy są zwierzętami socjalnymi, z rozbudowanymi zachowaniami grupowymi.

## Taksonomia
Gatunek po raz pierwszy zgodnie z zasadami nazewnictwa binominalnego opisał w 1758 roku szwedzki przyrodnik Karol Linneusz nadając mu nazwę Camelus Glama. Holotyp pochodził z Andów, w Peru. Lineusz swój opis oparł na wcześniejszych opracowaniach różnych autorów dotyczących udomowionych stad.

### Ewolucja i systematyka
Uważa się, że przodkowie lam wyewoluowali około 40 milionów lat temu, na równinach Ameryki północnej. Podobnie jak przodkowie koniowatych, rozprzestrzeniły się stamtąd poprzez pomost lądowy do Starego Świata. Jednak w przeciwieństwie do koniowatych, nie wymarły w Nowym Świecie. Badania paleontologiczne wykazały, że plemiona Lamini (lamy) i Camelini (wielbłądy) rozdzieliły się 11 milionów lat temu, jednakże badania molekularne przesunęły to wydarzenie na 25 milionów lat temu.
Lamy wraz z innymi gatunkami wielbłądowatych Starego i Nowego Świata są jedynymi żyjącymi obecnie przedstawicielami podrzędu Talypoda.  
Lama glama została wyhodowana selektywnie z L. guanicoe w celu wykorzystania jej jako zwierzęta juczne oraz do produkcji mięsa. Udomowienie lamy miało miejsce 4000–4500 lat temu w południowo-środkowych Andach (półniocne Chile i północno-zachodnia Argentyna) i 4500–5500 lat temu w środkowych Andach (Junín de los Andes, Argentyna). Szczątki osteologiczne i analiza DNA dokumentują pochodzenie udomowienia w obrębie rozmieszczenia północnego podgatunku L. guanicoe, L. g. cacsilensis. Nie rozpoznano podgatunków, ale istnieją dwie odrębne rasy fenotypowe: lamy o krótkiej wełnie orazy lamie o długiej wełnie. 

## Etymologia
- Lama i glama: peruwiańska nazwa llama dla lamy, od keczuańskiej nazwy llama dla lam[13].

## Nazewnictwo zwyczajowe
W polskiej literaturze zoologicznej dla oznaczenia gatunku używana była nazwa zwyczajowa „lama”. Jednak w wydanej w 2015 roku przez Muzeum i Instytut Zoologii Polskiej Akademii Nauk publikacji „Polskie nazewnictwo ssaków świata” gatunkowi przypisano oznaczenie lama andyjska, rezerwując nazwę lama dla rodzaju Lama.

## Rasy
Można wyszczególnić kilka ras lam:
- calana, huacaya – mniejsza lama, z dobrej jakości wełną, która przykrywa również głowę i nogi[15],
- catamarca – rasa żyjąca w prowincji Catamarca, jest wiele wyższa i cięższa[15],
- ccara, ccara sullo – krótka, szorstka wełna, niewiele wełny na karku, a jej brak na pysku, nogach i uszach[16]; 15% lub więcej włosów ościstych; dobrze przystosowywuje się do surowego klimatu[15],
- caracas – długa wełna na ciele, od średniej długości do długiej wełny na karku i nogach, 3-18% włosów ościstych[15],
- harness – rasa typowo juczna, podobna do rasy ccara, ale z silnymi mięśniami, pęciny krótkie i silne[15],
- lanuda – podobne do rasy ccara, lecz wełna pokrywa większą część ciała; mniej niż 1% włosów ościstych, które są kręcone[15],
- lauta – mniej niż 1% włosów ościstych, które są jedwabiste w dotyku[15],
- tapada – wiele wełny na nogach i pysku, mniej niż 1% włosów ościstych, które są kręcone[15],
- ulpan – głównie hodowana w Argentynie, jej włosy są kręcone i zwisają w kręconych lokach[15],
- miniaturowe – mniej niż 95 cm w kłębie[17], waży średnio 90 kg[18].

## Występowanie
Lama glama występuje w Peru, Boliwii i Argentynie. Dawniej zasięg jej występowania był znacznie szerszy. Lamy były głównymi zwierzętami transportowymi Inków i występowały pierwotnie na terenie całego państwa. Udomowienie gatunku o takiej budowie ciała, jaką ma lama, prawdopodobnie spowodowało, że Inkowie nie wynaleźli koła. Lamy były za słabe, by ciągnąć ładunki na wozach, dlatego były używane jako zwierzęta juczne. Hodowana jest zwykle na wysokościach 2300–4000 m n.p.m. Została wprowadzona do hodowli w Ameryce Północnej, Europie i Australii. W 2005 roku liczebność lam szacowano na około 3,8 milionów osobników.

## Charakterystyka

### Budowa

Części ciała lamy: 1 Uszy - 2 Głowa - 3 Kłąb - 4 Grzbiet - 5 Biodra - 6 Zad - 7 Podstawa ogona - 8 Ogon - 9 Pośladki - 10 Staw skokowy - 11 Gruczoły śródstopia - 12 Kopyta - 13 Kość rysikowa - 14 Łydka - 15 Krocze - 16 Bok - 17 Tułów - 18 Łokieć - 19, 20 Pęcina - 21 Kolano - 22 Klatka piersiowa - 23 Przegub gardłowy - 24 Bark - 25 Gardło - 26 Policzek lub szczęka - 27 Pysk

Długość ciała wynosi około 120 cm, ogon –  15 cm, wysokość w kłębie – 102-119 cm, masa ciała – 113-250 kg (waga przy urodzeniu – 8-18 kg). Kształt i ubarwienie ciała są różne, od smukłych i długonogich, po bardziej zaokrąglone, z krótszymi nogami, ubarwione od czarnego, niebieskiego, żółtego po białe, często niejednolicie. Lamy przystosowały się do przebywania na dużych wysokościach oraz terenach ubogich w wodę. Hipotezy wyjaśniające te adaptacje sugerują kombinację przystosowań układu oddechowego, krwionośnego i mięśniowego oraz samej krwi.
Budowa czaszki lamy posiada kilka cech wyróżniających ten gatunek spośród wielbłądowatych. Kształt języka, podniebienia oraz gardła środkowego (oropharynx) sprawiają, że lamy oddychają prawie wyłącznie przez nos. Język lam jest mało ruchliwy – lamy nie wylizują noworodków.
Dorosłe lamy posiadają uzębienie selenodontyczne o wzorze zębowym:

Kieł górnej szczęki wraz z przekształconym siekaczem stanowią broń dorosłych lam (w szczególności samców) używaną podczas walk o samice i dominację w grupie. Lamy mogą tych zębów używać także wobec ludzi, dlatego wielu weterynarzy zaleca usuwanie tych zębów, by zminimalizować urazy.

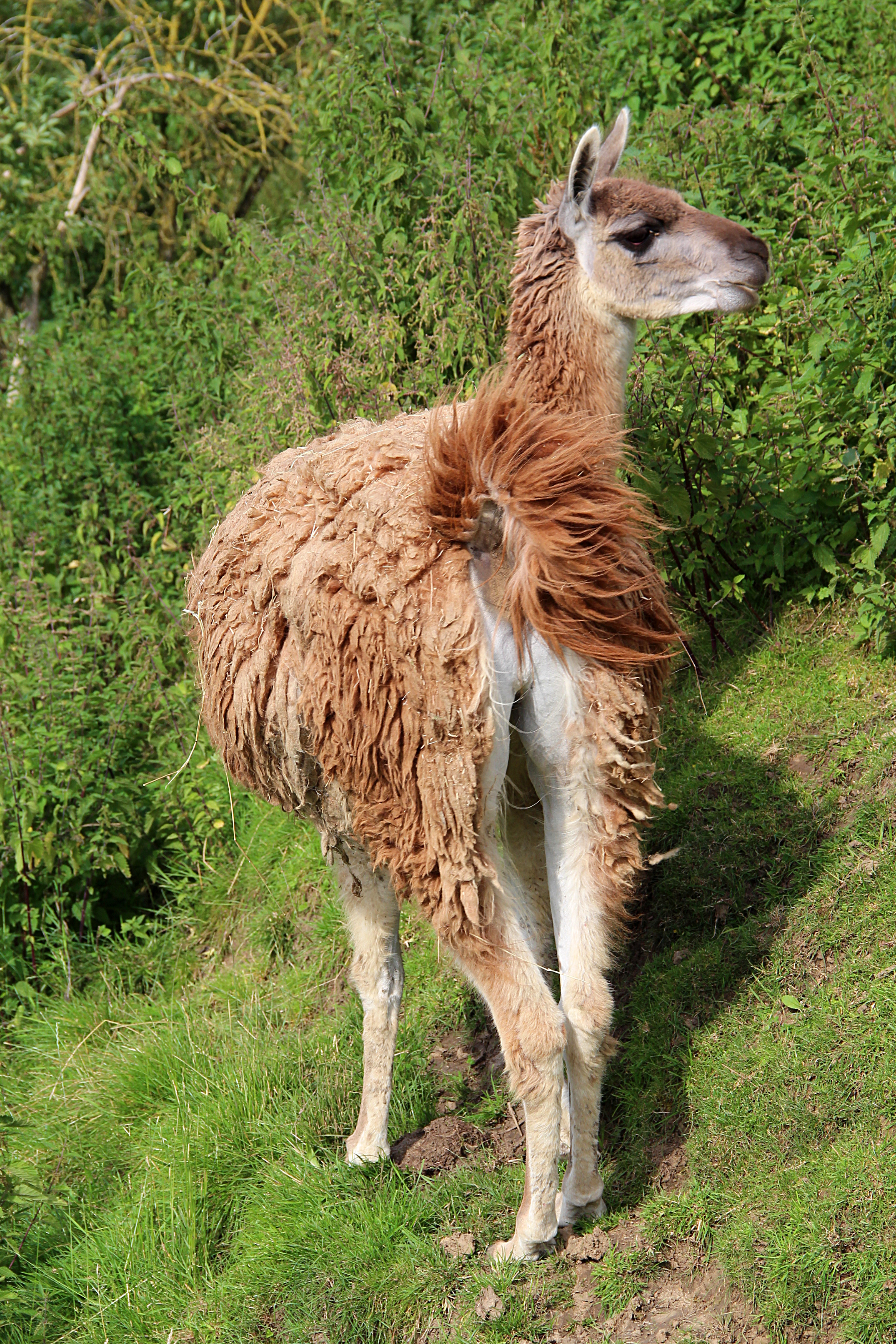
Żerująca Lama

### Odżywianie
Żywią się trawą (głównie Stipa, Festuca, Calamagrostis) i liśćmi krzewów i drzew. Dziennie przebywają 4-6 km w poszukiwaniu pożywienia. Górna warga jest podzielona poprzecznie co ułatwia lamom lepszą kontrolę nad żywnością trafiającą do pyska. Żołądek lamy jest 3–częściowy, silnie umięśniony. Choć systematycznie lamy nie są zaliczane do przeżuwaczy, to anatomicznie i fizjologicznie są zwierzętami przeżuwającymi. Jelito cienkie i jelito grube są bardzo podobnej długości, wyrostek robaczkowy jest słabo rozwinięty.

### Tryb życia
Żyją w grupach rodzinnych złożonych z dominującego samca i kilku, zwykle 6, samic oraz ich młodych. Samce są terytorialne. Zwierzęta porozumiewają się za pomocą wydawanych dźwięków. Używają również do tego uszu (kładąc je bądź stawiając). Samce lam walczą o pozycję w grupie uderzając się szyjami, kopiąc, gryząc i plując. Plucie jest także oznaką zdenerwowania.

### Rozmnażanie
Lamy mogą rozmnażać się przez cały rok. W krajach Ameryki Południowej większość młodych rodzi się w ciągu cieplejszych miesięcy, kiedy jest więcej dostępnej żywności; jednakże analiza dat urodzeń lam w Stanach Zjednoczonych wykazała, że zwierzęta trzymane w dobrych warunkach, z dobrym dostępem do żywności przez cały rok, młode rodzą się o każdej porze roku, choć 73% młodych rodzi się między czerwcem i listopadem. Lamy nie przechodzą rui, do wystąpienia owulacji zwykle niezbędna jest kopulacja. Stąd też lamy zalicza się do grupy zwierząt z owulacją indukowaną. Ciąża trwa ok. 360 dni. Samica zwykle rodzi jedno młode (ciąże mnogie są dość rzadkie) o wadze narodzeniowej ok. 10 kg. Matka opiekuje się młodym przez cztery miesiące. Samice osiągają dojrzałość płciową w wieku 12 miesięcy, samce – 3 lat.

## Wykorzystanie przez człowieka
Udomowienie lamy miało miejsce około 4000 – 5000 lat p.n.e. na terenach andyjskiej puny, prawdopodobnie w okolicach jeziora Titicaca. W czasach przedinkaskich, przedstawiciele kultury Mochica umieszczali szczątki lam w grobach, przedstawiali je także na swojej ceramice. Lamy i alpaki były podstawowym zwierzęciem w Państwie Inków, jako żywność, źródło paliwa, włókien na ubrania, jako zwierzęta juczne. Były także wykorzystywane w ceremoniach religijnych, jako zwierzęta ofiarne. Po podboju Państwa Inków przez konkwistadorów znaczenie lam znacznie spadło, gdyż konkwistadorzy sprowadzili własne zwierzęta juczne. Mimo tego lamy i alpaki pozostały ważnymi zwierzętami w Ameryce Południowej, głównie na terenach wysokogórskich. Państwa południowoamerykańskie na początku XX wieku wprowadziły zakaz eksportu tych zwierząt. Zakaz ten został ostatecznie zniesiony dla lam i alpak w latach 80. XX wieku.

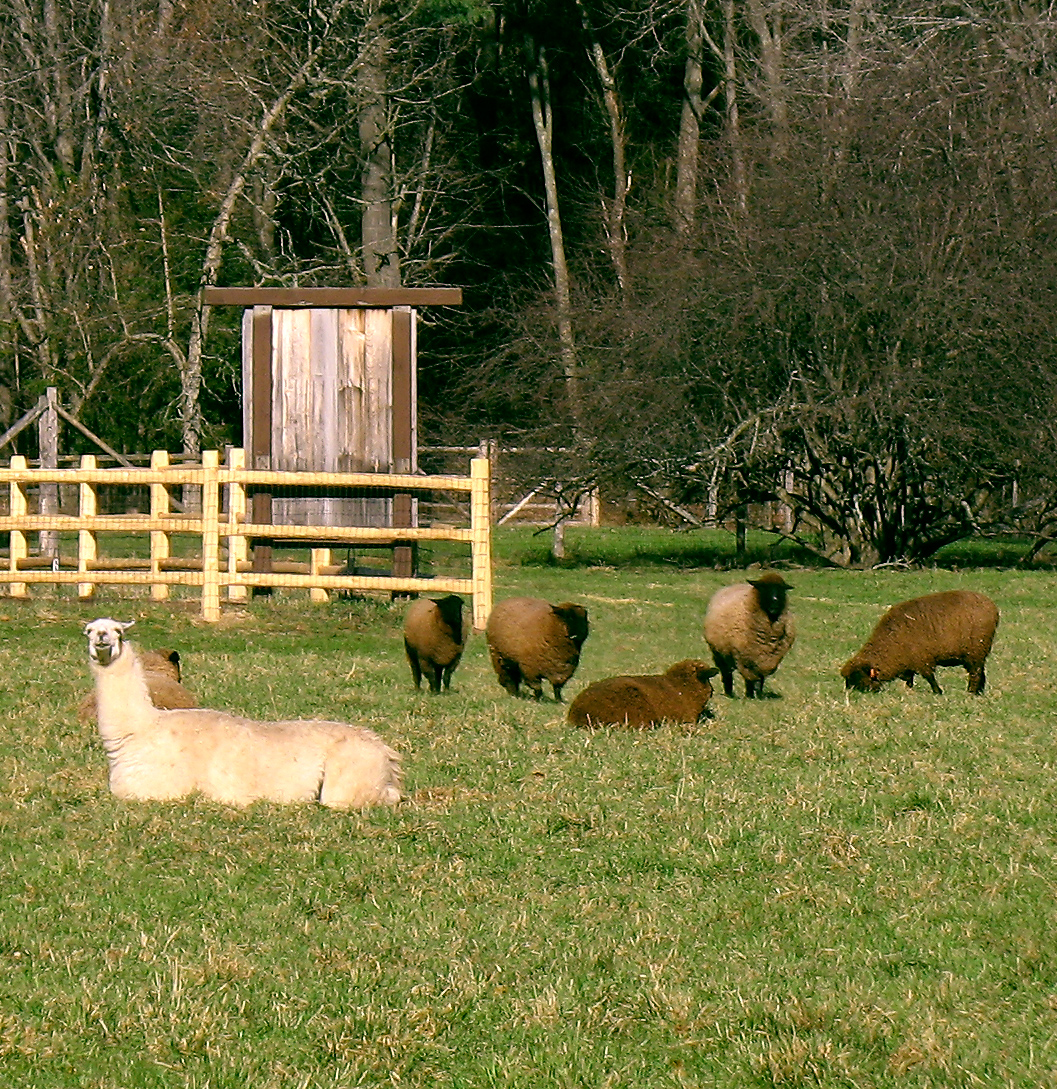
Lama pilnująca owiec na pastwisku w Dover w Stanach Zjednoczonych

Samce wykorzystywane (głównie przez Indian) jako zwierzęta juczne, do celów transportowych mogą przenieść średnio około 30 kg na trasie 20 km lub większe ciężary (do 45 kg) na krótszych odcinkach. Na długich trasach lama może przejść około 20 kilometrów dziennie, 6 dni w tygodniu, przy 2 dniach marszu z ładunkiem poprzedzających 1 dzień marszu bez ładunku. Lamy dostarczają też mięsa, które jest uważane za mniej smaczne i delikatne niż mięso alpaki. Wartość odżywcza mięsa to 957 kalorii na kilogram żywej masy ciała. Oprócz mięsa wykorzystywane są także inne części ciała lamy – narządy wewnętrzne, krew, ścięgna i kopyta. W Peru zwierzęta, które padły z przyczyn naturalnych, często są także zjadane. Wełna lam jest bardziej szorstka niż wełna alpak.  Wytwarza się z niej dywany i liny. Odchody służą za opał. Mleko lamy nie było wykorzystywane w przeszłości przez ludzi – przypuszcza się, że główne powody to niewielka ilość mleka wytwarzanego przez lamy, nietolerancja laktozy u Inków, zachowanie samic lamy, a także powody rytualne. Zawiera ono 2,4% tłuszczu, 7,3% białek oraz 2,8% laktozy.
Lamy są również wykorzystywane jako zwierzęta pasterskie. Ze względu na swoje agresywne zachowanie wobec psowatych lamy są szczególnie skuteczne w ochronie owiec przed kojotami. Skuteczność lam jako zwierząt pasterskich wykazuje spadek średniej liczby owiec utraconych przez rolników z 26 rocznie przed wprowadzeniem lam do 8 rocznie – po wprowadzeniu lam.

## Hybrydy
Naukowcom udało się stworzyć hybrydę lamy i dromedara (cama). W 1995 roku w Dubaju urodził się samiec, który został nazwany Rama. W opinii naukowców hybrydę można uzyskać jedynie gdy matką jest lama, a ojcem dromader. Innymi hybrydami są huarizo (hybryda lamy i alpaki) oraz pacovicuna (hybryda lamy i wikuni).

## Lama w kulturze i sztuce
Lama była jednym z elementów w sztuce starożytnej Południowej Ameryki. W Tamentica w Chile znajdują się starożytne petroglify. Wśród nich jest m.in. petroglif z wizerunkiem mężczyzn prowadzących karawanę lam, a także lamy z wydłużoną szyją. Znane są także wyryte oraz namalowane wizerunki lam, prawdopodobnie z czasów po kulturze Tiahuanaco lub w stylu Inca-Pacajes. W czasach Inków wyrabiane były m.in. małe rzeźby lam, a także ubrania z ich wizerunkiem.
Jedna z gwiazd w Gwiazdozbiorze Lutni była czczona przez inkaskich pasterzy lam. Gwiazda nazywana była Urcuchillay i przedstawiana jako wielokolorowa lama.
W dzisiejszej Boliwii, jeszcze przed czasami społeczeństwa zbieracko-myśliwskiego, wśród Ajmarów znany był taniec llamerada, pierwotnie nazywany karwani. Polegał on na naśladowaniu zachowań pasterzy podczas opieki nad lamami.
Lama jest elementem heraldycznym w herbach m.in. Calamy i Peru (w latach 1821-1825). Pomniki lamy znajdują się w Leeuwarden (wykonany w 2002 roku przez Herma Lamersa) i w Limie. Lama jest także popularna w kulturze masowej. Można tu wymienić skecz grupy Monty Python pt. "Llamas" czy singel "Ein Lama in Yokohama" wydany w roku 2005 pod szyldem Schnappi. Znalazł się on na wysokich miejscach list przebojów takich krajów jak Austria (6. miejsce), Norwegia (7. miejsce) czy Nowa Zelandia (11. miejsce). Zainteresowanie internautów zyskał również utwór pt. "The Llama Song" (344 416 wizyt na Newgrounds i
7 701 724 wizyt na YouTube, stan na 5 czerwca 2009).

Herb Calamy
Herb Peru w latach 1821-1825
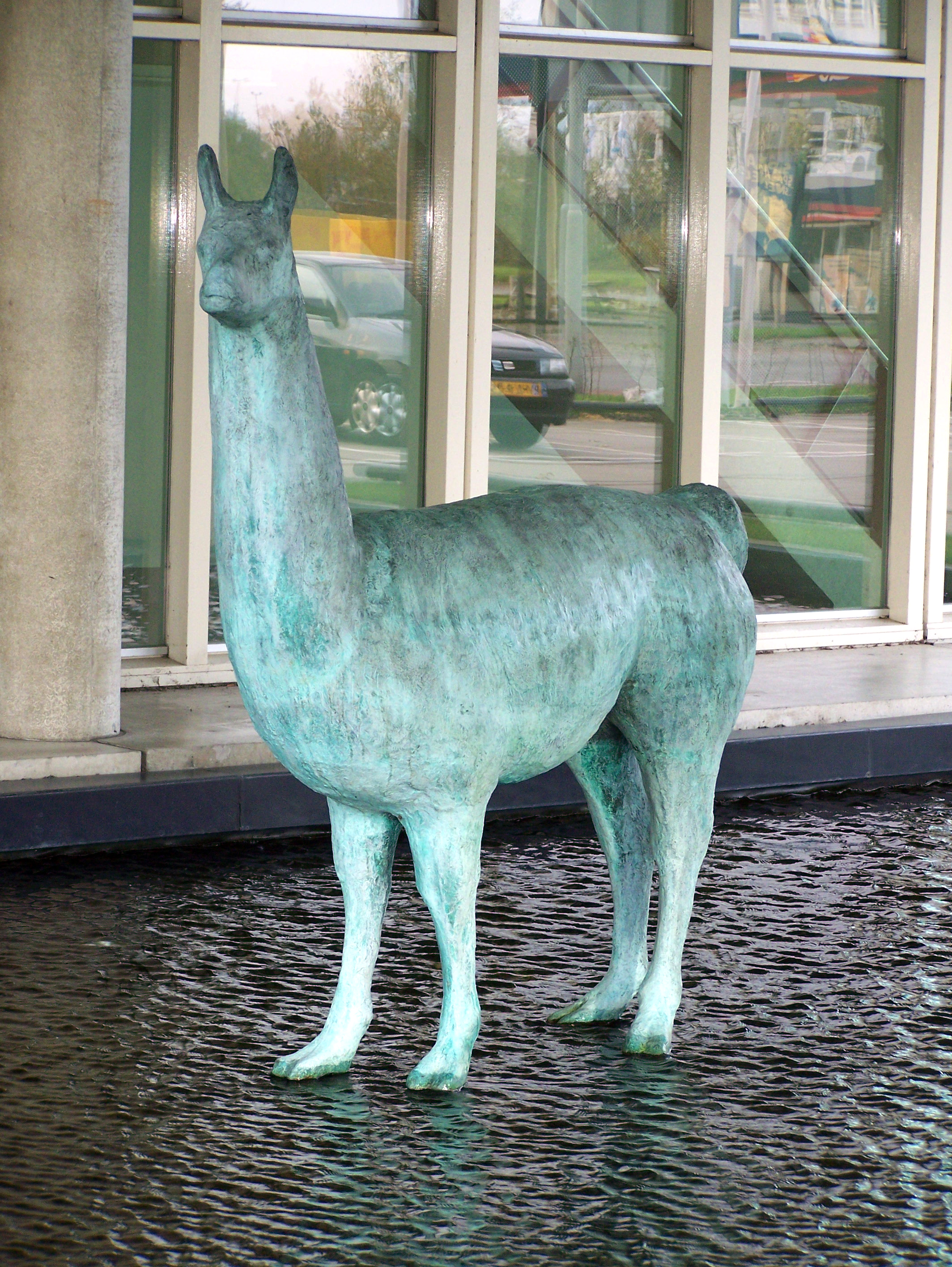
Pomnik w Leeuwarden
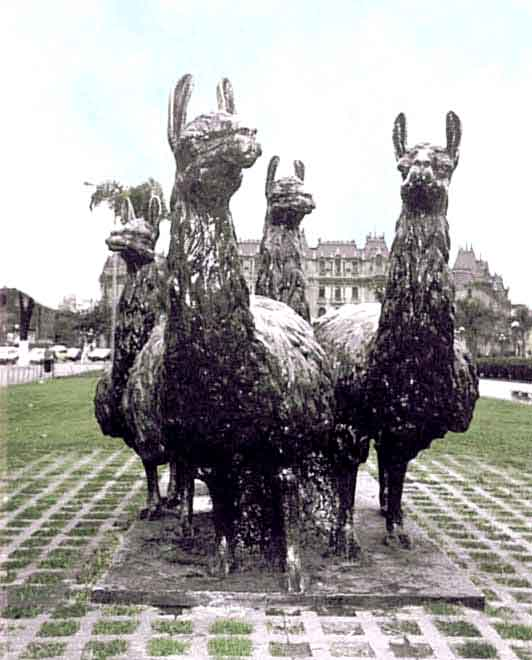
Pomnik w Limie